# Cascade (zespół muzyczny)
CASCADE – japoński rockowy zespół visual kei. Został założony 1993 roku przez wokalistę TAMA, jednak rozpadł się w sierpniu 2002 roku. W 2009 zespół został aktywowany ponownie i wydali swój pierwszy album „VIVO”.

## Członkowie

### Obecni
- TAMA (jap. タマ) – wokal
- MASASHI (jap. マサシ) – gitara
- HIROSHI (jap. ヒロシ) – perkusja

### Byli
- MAKKO (jap. マッコウ) – gitara basowa (1993–2002)
- Kagemary
- Miyuki – gitara basowa
- Q-Shi – perkusja

## Dyskografia

### Albumy
- APOLLO EXERCISER (1994)
- VIVA! (22 listopada 1995)
- beautiful human life (23 marca 1996)
- Samurai Man (jap. サムライマン) (23 października 1996)
- YELLOW MAGICAL TYPHOON (24 lipca 1997)
- 80*60=98 (17 czerwca 1998)
- Kodomo Z (jap. コドモZ) (25 marca 1999)
- Piaza (jap. ピアザ) (23 lutego 2000)
- Adrenalin No.5 (14 czerwca 2000)
- BUTTERFLY LIMITED EXPRESS (13 czerwca 2001)
- VIVA NICE BEST (19 września 2002)
- VIVO (15 kwietnia 2009)
- Megallanica (jap. メガラニカ) (19 maja 2010)
- Sadistic Gummy (jap. サディスティック・グミ) (27 kwietnia 2011)

### Single
- Narikiri Bonnie and Clyde (jap. なりきりボニー&クライド) (21 września 1996)
- OH YEAH BABY (21 marca 1997)
- YELLOW YELLOW FIRE (21 czerwca 1997)
- Super Car (jap. スーパーカー) (21 listopada 1997)
- S.O.S Romantic (jap. S.O.S ロマンティック) (22 kwietnia 1998)
- FLOWERS OF ROMANCE} (12 sierpnia 1998)
- cuckoo (11 listopada 1998)
- Memories (jap. メモリーズ) (27 stycznia 1999)
- Azayakana Kiseki (jap. アザヤカナキセキ) (24 lutego 1999)
- Dance Capriccio (27 października 1999)
- Congracche (jap. コングラッチェ) (26 stycznia 2000)
- TOKYO Darling (jap. TOKYOダーリン) (17 maja 2000)
- Sexy Sexy, (16 listopada 2000)
- STRAWBERRY MOON (25 kwietnia 2001)
- Partiful Saruman Life (jap. パーティフルサルマンライフ) (14 kwietnia 2010)
- Bonnou Hakusho Part 2 (jap. 煩悩白書パート2) (2 lutego 2011)

### VHS
- Macaroni (jap. マカロニ) (21 czerwca 1996)
- TERiTORi–MACHINEGUN (23 kwietnia 1997)
- Kagekina Bōryoku CASCADE SHOW AT BUDOKAN (jap. カゲキな暴力 CASCADE SHOW AT BUDOKAN) (21 marca 1998)
- Komanchi (jap. コマンチ) (23 czerwca 1999)
- Risutora Shite Kudasai yo. (jap. リストラして下さいよ。) (8 listopada 2000)

### DVD
- Komanchi (jap. コマンチ) (6 grudnia 2000)
- VIVA NICE DVD (21 listopada 2002)
- Rasutotsuā 2002 o mise dekinai no ga zan’nendesuga... (jap. ラストツアー2002 お見せできないのが残念ですが…) Live at Osaka (21 listopada 2002)
- adios (30 sierpnia 2003)
- Eee Jiyanaika (jap. えええぢゃないか) (16 września 2009)